# Descarboxilase
As descarboxilases, também conhecidas como carboxi-liases, são liases carbono-carbono que agregam ou removem,(dependendo de se está favorecida a reação direta ou a inversa) grupos carboxilo de diferentes compostos orgânicos. Estas enzimas catalisam a descarboxilação de aminoácidos, beta-cetoácidos e alfa-cetoácidos.

## Classificação e nomenclatura
As carboxi-liases se encontram categorizadas sob os números EC 4.1.1.- 
No geral são nomeadas de acordo ao substrato da reação de descarboxilação que catalisam, por exemplo a piruvato descarboxilase catalisa a descarboxilação do piruvato.

## Exemplos
- L-Aminoácido aromático descarboxilase
- Glutamato descarboxilase
- Histidina descarboxilase
- Ornitina descarboxilase
- Fosfoenolpiruvato carboxilase
- Piruvato descarboxilase
- RuBisCO - a única carboxilase que leva a uma fixação líquida (em balanço) de dióxido de carbono
- Monofosfato de uridina sintetase
- Uroporfirinogênio III decarboxilase